# Trichopetalum syntheticum
Trichopetalum syntheticum är en mångfotingart som beskrevs av Shear 1972. Trichopetalum syntheticum ingår i släktet Trichopetalum och familjen Trichopetalidae. Inga underarter finns listade i Catalogue of Life.